# Самміт-Лейк (Вісконсин)
Самміт-Лейк (англ. Summit Lake) — переписна місцевість (CDP) в США, в окрузі Ланґлейд штату Вісконсин. Населення — 141 особа (2020).

## Географія
Самміт-Лейк розташований за координатами 45°22′39″ пн. ш. 89°11′57″ зх. д. / 45.37750° пн. ш. 89.19917° зх. д. (45.377540, -89.199209).  За даними Бюро перепису населення США в 2010 році переписна місцевість мала площу 3,21 км², з яких 2,08 км² — суходіл та 1,13 км² — водойми.

## Демографія
Згідно з переписом 2010 року, у переписній місцевості мешкали 144 особи в 63 домогосподарствах у складі 38 родин. Густота населення становила 45 осіб/км².  Було 145 помешкань (45/км²).
Расовий склад населення:
| - 97,9 % — білих - 0,7 % — азіатів |

До двох чи більше рас належало 1,4 %. Частка іспаномовних становила 0,0 % від усіх жителів.
За віковим діапазоном населення розподілялося таким чином: 24,3 % — особи молодші 18 років, 56,9 % — особи у віці 18—64 років, 18,8 % — особи у віці 65 років та старші. Медіана віку мешканця становила 41,5 року. На 100 осіб жіночої статі у переписній місцевості припадало 128,6 чоловіків;  на 100 жінок у віці від 18 років та старших — 105,7 чоловіків також старших 18 років.
Середній дохід на одне домашнє господарство  становив 64 243 долари США (медіана — 55 000), а середній дохід на одну сім'ю — 65 018 доларів (медіана — 53 750). За межею бідності перебувало 22,3 % осіб, у тому числі 12,9 % дітей у віці до 18 років та 35,3 % осіб у віці 65 років та старших.
Цивільне працевлаштоване населення становило 55 осіб. Основні галузі зайнятості: виробництво — 25,5 %, роздрібна торгівля — 18,2 %, мистецтво, розваги та відпочинок — 16,4 %.